# Robert Schulte (Politiker)
Robert Schulte (* 9. November 1883 in Langenberg, Rheinland; † 2. Oktober 1939 in Berlin) war ein deutscher Politiker (Wirtschaftspartei).

## Leben
Nach dem Besuch der Volksschule in Langenberg und Eickel wurde Schulte vier Jahre an der kaufmännischen Schule in Bochum ausgebildet. Später war er erst in verschiedenen kaufmännischen Büros, dann als Einkäufer und Prokurist eines Steinkohlenbergwerkes tätig.
Von 1919 bis 1926 betätigte Schulte sich als Fabrikant und danach als selbstständiger Kaufmann. In diesen Jahren war er zudem Mitbegründer des Verbandes kaufmännischer Grubenbeamter. 
Politisch betätigte Schulte sich nun in der Reichspartei des deutschen Mittelstandes (Wirtschaftspartei). 1926 wurde er Stadtverordneter in Wanne-Eickel.
Im Juli 1929 zog Schulte im Nachrückverfahren für seinen verstorbenen Parteikollegen Wilhelm Lünenschloß in den im Mai 1928 gewählten vierten Reichstag der Weimarer Republik ein, dem er bis zum September 1930 als Vertreter des Wahlkreises 18 (Westfalen Süd) angehörte.